# Erhard Ernst von Röder

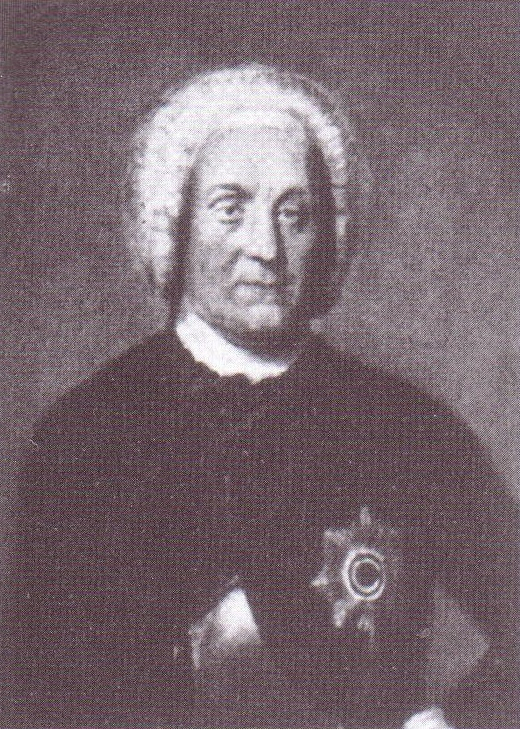
Erhard Ernst von Röder

Erhard Ernst von Röder (* 26. Juli 1665 in/bei Königsberg, Ostpreußen; † 26. Oktober 1743 auf Gut Juditten bei Königsberg) war ein königlich preußischer Generalfeldmarschall sowie Etat- und Kriegsminister.

## Leben

### Herkunft und Familie
Er war der Sohn des preußischen Obermarschalls Christoph von Röder (1618–1679) und der Anna Magdalena, geb. von Rappe aus dem Hause Angerapp. Im Jahr 1712 vermählte er sich in erster Ehe Elisabeth, geborene Freiin Rübel von Biberach, verwitwete von Graevenitz und 1737 heiratete er in zweiter Ehe Anna Sophie Agnes von Buddenbrock (* 1699), eine Tochter des Feldmarschalls Wilhelm Dietrich von Buddenbrock. Diese heiratete als Witwe in zweiter Ehe den Feldmarschall Johann von Lehwaldt (1685–1768).

## Leben
Ab 1689 war Röder Kapitän (Hauptmann) im Regiment Kurprinz. Als Chef der Leibkompanie hatte er eine nahe Beziehung zu Kurprinz Friedrich Wilhelm I. Röder diente ihm Spanischen Erbfolgekrieg und kehrte danach als Oberst und Brigadier nach Preußen zurück.
Im Jahre 1705 wurde er zum Kommandanten der Festung Plassenburg. 1714 wurde er dann zum Generalmajor befördert und kehrte nach Ostpreußen zurück, wo er 1717 ein Regiment zu Fuß übernahm (das spätere Infanterieregiment No. 2). 1728 wurde er zum Oberbefehlshaber der Truppen und Festungen des Herzogtums Preußen bestellt und 1736 Erster Etats- und Kriegsminister und hatte damit die höchste militärische, wie bürgerliche Gewalt inne.
1734 wurde er nochmals ins Feld gesandt. Zusammen mit dem preußischen Hilfskorps ging er an den Rhein, um mit Prinz Eugen am Reichskrieg gegen Frankreich teilzunehmen. Kronprinz Friedrich II. machte unter Röder militärische Erfahrungen. Zur Teilnahme an den Türkenkriegen verlegte er 1736 sein Regiment wieder nach Ostpreußen. 1739 wurde Röder Feldmarschall.
Im Juni 1732 wurde er Taufpate des ersten in Königsberg geborenen Kindes Salzburger Exulanten.
Er war Gutsherr von Metgethen.